# Ahmed's Wild Dream
 (janvier 2017).
Si vous disposez d'ouvrages ou d'articles de référence ou si vous connaissez des sites web de qualité traitant du thème abordé ici, merci de compléter l'article en donnant les références utiles à sa vérifiabilité et en les liant à la section « Notes et références ».
Albums de The Gun Club
Divinity
(1991) Lucky Jim
(1993)
Ahmed's Wild Dream est un album live du groupe de post-punk/cowpunk américain The Gun Club, sorti en 1992.

## Liste des titres
| 1.    | (The Creator Was A) Master Plan | 1:18 |
| 2.    | Walking With The Beast          | 4:20 |
| 3.    | I Hear Your Heart Sing          | 3:49 |
| 4.    | Another Country is Young        | 5:54 |
| 5.    | Sexbeat                         | 3:04 |
| 6.    | Lupita Screams                  | 3:26 |
| 7.    | Go Tell The Mountain            | 7:50 |
| 8.    | Preachin' The Blues             | 6:11 |
| 9.    | Stranger in My Heart            | 5:21 |
| 10.   | Goodbye Johnny                  | 7:15 |
| 11.   | Port of Souls                   | 5:30 |
| 12.   | Black Hole                      | 4:15 |
| 13.   | Little Wing                     | 4:38 |
| 14.   | Yellow Eyes                     | 9:59 |
| 72:48 |                                 |      |